# بينغ كروسبي
هاري ليليس «بينغ» كروسبي (Harry Lillis "Bing") (ولِدَ في 3 من مايو 1903م – 14أكتوبر، 1977م)  هو مغنِ وممثل أمريكي. وكان كروسبي رائدًا في مبيعات التسجيلات، وتقييمات الراديو وإجمالي أرباح الأفلام، واحدة من أهم الشخصيات المؤثرة في القرن العشرين في جميع أنحاء العالم. كان من أوائل فناني الوسائط المتعددة. بين عامي 1934 و 1954، كان لدى كروسبي أكثر الكتب مبيعا لا مثيل له مع ألبوماته، وتصنيفات ضخمة على محطات الراديو والأفلام المشهورة عالميا، وكثيرا ما يعتبر أحد أشهر الممثلين الموسيقيين في التاريخ وهو اليوم الصوت أكثر البشر المسجلين إلكترونياً، المكانة الفنية لكروسبي عالمية، من الأهمية بمكان أن نذكر أنه كان أحد أعظم الإلهام للمترجمين الذكور العظماء الآخرين الذين دعموه، مثل فرانك سيناترا، بيري كومو، دين مارتن، جون لينون، الفيس بريسلي، مايكل بوبلي على سبيل المثال لا الحصر.
باع كروسبي أكثر من مليار تسجيل في جميع أنحاء العالم حتى الآن ربما تكون أكبر بائع قياسي في التاريخ، بالإضافة إلى الأغنية الأكثر مبيعًا في العالم بعنوان "عيد الميلاد الأبيض"، مع بيع أكثر من 50 مليون نسخة حول العالم.
نجاحه على الرسم البياني لا يزال مثيرًا للإعجاب: 396 بطاقة فردية، بما في ذلك 41 رقمًا ناجحًا رقم 1. إذا احتسب عدة مرات تم تسجيل «عيد الميلاد الأبيض»، فسيصل هذا الرقم إلى 43، أكثر من مجموعة البيتلز وإلفيس بريسلي.
كان لدى كروسبي قائمة فردية منفصلة كل عام بين عامي 1931 و 1954، وأيضًا حتى كان لديه 24 أغنية فردية منفصلة في سجل كروسبي أكثر من 2000 سجل تجاري وما يقرب من 4000 4
سجل 41 رقمًا فرديًا في الرسوم البيانية الموسيقية (43 بما في ذلك العنوانان الثاني والثالث من "White Christmas")، أكثر من فريق البيتلز بـ (24) وإلفيس بريسلي مع (18) تسجيل.
وصلت سجلاته 396 مرة على الرسوم البيانية، أكثر من فرانك سيناترا (209) وإلفيس بريسلي (149) مجتمعين.
لأفضل أغنية: "Sweet Leilani" (Waikiki Wedding، 1937)، "White Christmas" (Holiday Inn، 1942)، «Swinging في النجم»(Going My Way، 1944) و" In the Cool، Cool، Cool of the Evening "(Here Comes the Groom، 1951).
تم منح Bing كروسبي ثلاث نجوم في ممشى المشاهير في هوليوود: واحد للتسجيلات، وواحد للراديو، وواحد للأفلام.
بينج كروسبي هو أكثر الفنانين المسجلين في التاريخ مع ما يقرب من 400 أغنية فردية تم بيعها في العالم، وهو إنجاز لم يقترب أحد من فرانك سيناترا، وإلفيس بريسلي، وبيتلز، ومايكل جاكسون.
وكنجم للوسائط المتعددة، كان كروسبي رائد مبيعات التسجيلات من عام 1934م حتى عام 1954م، وفقًا للتقييمات الإذاعية وأرباح الأفلام. وقد تصادفت مهنته المبكرة مع الابتكار التقني للتسجيلات، وهذا أتاح له تطوير نوع هادئ وعاطفي من الغناء أثَّر في العديد من المغنيين المشهورين الذين اتبعوا خطاه، بما في ذلك بيري كومو (Perry Como) وفرانك سيناترا ودين مارتن. وقد اعترفت مجلة يانك (Yank) بكروسبي باعتباره الشخص الذي فعل الكثير من أجل أفراد الجيش (G.I) الأمريكي معنويًا خلال الحرب العالمية الثانية، وأثناء سنوات ذروته، حوالي عام 1948م، كشفت استطلاعات الرأي أنه «الرجل الأكثر إثارة للإعجاب على قيد الحياة» متقدمًا على جاكي روبنسون (Jackie Robinson) والبابا بيوس الثاني عشر. وفي عام 1948م أيضًا، قدَّرت ميوزيك دايجست (Music Digest) أن تسجيلات كروسبي قد شغلت حيزًا أكثر من نصف الثمانين ألف ساعة الأسبوعية المخصصة للموسيقى الإذاعية المسجلة.
وقد مارس كروسبي تأثيرًا مهمًا على تطور صناعة التسجيلات في فترة ما بعد الحرب. عمل كروسبي لدى هيئة الإذاعة الوطنية (NBC) في ذلك الوقت وأراد أن يسجل عروضه، ولكن معظم شبكات البث لم تسمح بالتسجيل. وهذا بشكل رئيس بسبب جودة التسجيل في ذلك الوقت. وأثناء وجوده في أوروبا للعمل خلال الحرب، شهد كروسبي مرحلة التسجيل الشريطي الذي حصلت مؤسسة كروسبي للبحوث على العديد من براءات الاختراع. كما قامت الشركة أيضًا بتطوير تقنيات الأجهزة والتسجيل مثل مقاطع الضحك التي لا زالت مستخدَمة حتى الآن. وفي عام 1947م، استثمر كروسبي خمسين ألف دولار في شركة أمبيكس (Ampex) التي قامت بعمل أول مسجل شريطي من البكرة إلى البكرة تجاري في أمريكا الشمالية. غادر كروسبي هيئة الإذاعة الوطنية للعمل لدى هيئة الإذاعة الأمريكية (ABC) بسبب عدم اهتمام هيئة الإذاعة الوطنية بالتسجيل في ذلك الوقت. وقد تأكد أن ذلك كان مفيدًا نظرًا لقبول هيئة الإذاعة الأمريكية به وبأفكاره الجديدة. وأصبح كروسبي فيما بعد أول مؤدِ يقوم بتسجيل عروضه الإذاعية مسبقًا وطبع تسجيلاته التجارية على شريط مغناطيسي. وقد أعطى كروسبي واحدة من أول مئتين تسجيل لشركة أمبيكس إلى صديقه، الموسيقار لس بول (Les Paul)، والتي أدت مباشرة إلى اختراع بول للتسجيلات متعددة المسارات. وإلى جانب فرانك سيناترا، كان كروسبي واحدًا من الداعمين الأساسيين لتسجيلات يونايتد ويستيرن (United Western Recorders) وهي مجموعة استوديوهات تسجيلية في لوس أنجلوس.
وخلال «العصر الذهبي للإذاعة»، كان غالبًا ما يجب على المؤديين إعادة عروضهم المباشرة مرة ثانية بسبب المنطقة الزمنية للساحل الغربي. ومن خلال وسائل التسجيل، قام كروسبي بتكوين برامجه الإذاعية بنفس المعدات الإخراجية والمهارة المهنية (المراجعة، والاسترجاع، والإعادة، والتغير الزمني) المستخدمة في الإنتاج السينمائي. وأصبح ذلك هو معيار الصناعة.
فاز كروسبي بـجائزة الأوسكار لأفضل ممثل على قيامه بدور الأب شاك أومالي (Chuck O'Malley) في فيلم عام 1944م، السير على طريقي (Going My Way)، كما تمت تسميته لتكراره الدور في أجراس سانت ماري (The Bells of St. Mary's) في العام التالي، ليصبح أول ممثل من ضمن أربعة ممثلين يتم تسميته مرتين على أدائه لنفس الشخصية. وفي عام 1963م، حصل كروسبي على أول جائزة غرامي غلوبال للإنجازات. ويعد كروسبي واحدًا من أصل اثنين وعشرين شخص حاصلين على ثلاث نجوم في ممر الشهرة في هوليوود.

## الحياة والعمل
ولد كروسبي في 3|مايو|1903 في تاكوما، واشنطن، في منزل بناه والده في 1112 North J Street. انتقلت عائلته إلى سبوكان، واشنطن، عام 1906، بهدف الحصول على بعض الوظائف. كان الرابع من بين سبعة أطفال: خمسة رجال، لاري (1895-1975)، إيفريت (1896-1966)، تيد (1900-1973)، هاري (1903-1977) وبوب (1913-1993)؛ وامرأتين، كاثرين (1905-1988) وماري روز (1907-1990).
كان والدها، هاري لوي كروسبي (1871-1950)، محاسبًا من أصل بريطاني أمريكي، وكانت والدتها كاثرين هاريجان (1873-1964) ابنة أحد عمال بناء مقاطعة مايو، ومن الواضح أنها من أصل إيرلندي.
ولد أسلافها من الأب، توماس برينس و Patience Brewster، في إنجلترا وهاجروا إلى الولايات المتحدة في القرن السابع عشر. جاءت عائلة بروستر إلى أمريكا من أوروبا على متن سفينة ماي فلاور الشهيرة.
لم يكن لدى بينج كروسبي شهادة ميلاد؛ لذلك، كان التاريخ سراً حتى كشفت الكنيسة (الكاثوليكية) لشبابه، في تاكوما، عن سجله المعمودي الذي يحتوي على التاريخ الدقيق لولادته.
في عام 1910، اكتشف هاري ليليس، البالغ من العمر ست سنوات، صفحة كاملة تحتوي على مقال في طبعة يوم الأحد من مجلة المتحدث الرسمي، The Bingville Bugle. كان البوق، مقطع كتبه الفكاهي نيوتن نيوكيرك، في الواقع محاكاة ساخرة تم نشرها في تلك الصحيفة. شارك جاره البالغ من العمر خمسة عشر عامًا، فالنتين هوبارت، حماس كروسبي لهذه المحاكاة الساخرة ودعا صحيفة بينجو لصحيفة Bingville. من هذا جاء اسم كروسبي: قمع حرف العلة الأخير لكلمة البنغو، اعتمد كروسبي اسم بنج.
في صيف عام 1917، عمل كروسبي في «قاعة محاضرات» سبوكين، حيث شهد كبار الفنانين في ذلك اليوم، بمن فيهم الجولسون، الذين كان كروسبي سيقول لهم «بالنسبة لي، كان أفضل فنان على الإطلاق».
في خريف عام 1920، التحق Bing بجامعة Jesuit Gonzaga الواقعة في سبوكان، واشنطن، بقصد التخرج كمحام. حصل على متوسط درجة B +. أثناء وجوده في Gonzaga، اشترى مجموعة طبل عن طريق البريد. بعد ممارسة شاقة، نمت مهاراته بشكل واضح ودُعي للانضمام إلى فرقة محلية تتكون في الغالب من تلاميذ المدارس تسمى Musicaladers بقيادة Al Rinker. تمكن من كسب الكثير من المال في

## أسلوب الغناء والخصائص الصوتية
كان كروسبي من أوائل المطربين الذين استغلوا حميمية الميكروفون بدلاً من استخدام أسلوب الفودفيل العميق والصاخب المرتبط بـ Al Jolson. كان، حسب تعريفه الخاص، «مُصوِّرًا»، مغنيًا شدد بنفس القدر على كلمات الأغاني والموسيقى. ساعد حبها لموسيقى الجاز في جلب هذا النوع إلى جمهور أوسع. [بحاجة لمصدر] في إطار أسلوب الغناء لرواية إيقاع الأولاد، قام بتدوين الملاحظات وإضافة عبارات منفصلة، وهي طريقة تعتمد على موسيقى الجاز. [بحاجة لمصدر] تم بالفعل تقديم لويس أرمسترونغ وبيسي سميثانتس إليه منذ ظهوره لأول مرة في السجل. بقي كروسبي وأرمسترونغ صديقين لعقود. غنوا «الآن لديكم موسيقى الجاز» في فيلم High Society (1956).
خلال الجزء الأول من حياته المهنية المنفردة (حوالي 1931-1934)، كان أسلوب كروسبي المثير للعاطفة في كثير من الأحيان شائعًا. لكن جاك كاب، مدير برونزويك ولاحقًا ديكا، أقنعه بالتخلي عن العديد من إيماءاته الأكثر جاذبية لصالح أسلوب صوت واضح. الفضل كروسبي Kapp في اختيار الأغاني الناجحة، والعمل مع العديد من الموسيقيين الآخرين، والأهم من ذلك، تنويع مجموعة أغانيه عبر أنماط وأنواع متعددة. ساعد Kapp كروسبي في الحصول على الضربات الأولى في موسيقى عيد الميلاد، وموسيقى هاواي والريفية، كما حقق أعلى 30 أغنية في الموسيقى الأيرلندية، والموسيقى الفرنسية، والإيقاع، والبلوز والقصص.
جاء كروسبي بفكرة: الصياغة أو فن جعل حلقة كلمات الأغنية تتحقق. وقال تومي دورسي لسيناترا مرارًا وتكرارًا "هناك مطرب واحد فقط يجب أن تستمع إليه واسمه هو بينج كروسبي، الشيء الوحيد الذي يهمه هو الكلمات، وهذا هو الشيء الوحيد الذي يجب أن يكون لك". أيضا. "
كتب الناقد هنري بليزانتس:
[بينما] الشقة الثامنة B إلى الشقة B في صوت Bing في ذلك الوقت [1930] هي، في أذني، واحدة من أجمل ما سمعه منذ خمسة وأربعين عامًا وأنه سمع الباريتون، الكلاسيكي والشعبي، على الرغم من الغناء تحسنت بشكل ملحوظ في السنوات اللاحقة. منذ منتصف الخمسينيات، كان Bing أكثر راحة في نطاق الصوت الجهير مع الحفاظ على جودة الباريتون، مع أفضل أوكتاف من G إلى G، أو حتى من F إلى F. في تسجيل قام به من Dardanella مع لويس ارمسترونغ في عام 1960، يهاجم بخفة وسهولة في أرضية منخفضة من الأرض. هذا أقل من معظم جهير الأوبرا مثل المغامرة، ويبدو أنهم في الطابق السفلي عندما يكونون هناك.

## إحصائيات حياته المهنية
الأوائل لمبيعات شباك التذاكر، وخمس سنوات من تلك السنوات (1944-1948) قاد العالم. غنى أربع أغنيات حائزة على جائزة الأوسكار: "Sweet Leilani" (1937)، "White Christmas" (1942)، "Swinging on a Star" (1944)، "In the Cool، Cool، Cool of the Evening" (1951)) - وفاز بجائزة الأوسكار لأفضل ممثل عن دوره في Going My Way (1944).
وجد استطلاع عام 2000 أنه مع بيع 1.07790000 تذكرة سينما، كان كروسبي ثالث الممثل الأكثر شعبية على الإطلاق، خلف كلارك جابل (1,168,300,000) وجون واين (1,114,000,000). أدرجت The International Motion Picture Almanac في التعادل للمركز الثاني في قائمة النجوم رقم 1 على الإطلاق مع كلينت إيستوود وتوم هانكس وبورت رينولدز. حقق فيلمها الأكثر شعبية، White Christmas، 30 مليون دولار في عام 1954 (286 مليون دولار في القيمة الحقيقية).
حصل على 23 سجل ذهب وبلاتين، وفقا لكتاب مليون سجل بيع. لم تقم جمعية صناعة التسجيلات الأمريكية بتأسيس برنامج شهادة القرص الذهبي حتى عام 1958. قبل عام 1958، تم منح الأقراص الذهبية من قبل شركات التسجيل. لم تقم Universal Music، مالك كتالوج كروسبي's Decca، بتقديم طلب للحصول على شهادة RIAA لأي من أغانيهم الفردية.
رسم كروسبي 23 أغنية Billboard من 47 أغنية مسجلة مع مبيعات تسجيل Decca التي تجاوزت فقط كروسبي نفسها في أربعينيات القرن الماضي. لا تغلقني "و" أمريكا الجنوبية، Take Away ".
في عام 1962، تلقى كروسبي جائزة Grammy Lifetime Achievement Award. تم إدخاله في قاعات الشهرة لكل من الراديو والموسيقى الشعبية. في عام 2007 تم إدخاله في قاعة مشاهير Hit Parade وفي عام 2008 في قاعة مشاهير الموسيقى الغربية.

## الموت
في 13 أكتوبر 1977، سافر كروسبي بمفرده إلى إسبانيا للعب الجولف والصيد. في 14 أكتوبر، في ملعب لا موراليا للجولف بالقرب من مدريد، لعب كروسبي 18 حفرة للغولف. كان شريكه بطل كأس العالم مانويل بينيرو. وكان خصومه رئيس النادي سيزار دي زولويتا وفالنتين باريوس. وفقا ل Barrios، كان كروسبي في مزاج جيد طوال اليوم وتم تصويره عدة مرات خلال الجولة. في الحفرة التاسعة، تعرّف عليه عمال البناء الذين يقومون ببناء منزل قريب، وعندما سئل عن أغنية، غنى كروسبي «الغرباء في الليل». خسر كروسبي، الذي كان عمره 13 عامًا، أمام زميله بضربة. عندما عاد كروسبي ومجموعته إلى النادي، قال كروسبي، «كانت هذه لعبة رائعة في لعبة الجولف، أيها الناس.» ومع ذلك، وفقًا للتقارير، كانت كلماته الأخيرة: «كانت هذه لعبة رائعة للجولف، أيها الناس» ثم «دعونا نحصل على فحم الكوك». حوالي الساعة 6:30 مساءً، انهار كروسبي على بعد حوالي 20 متراً من مدخل النادي وتوفي على الفور بسبب نوبة قلبية كبيرة. في النادي وفي وقت لاحق في سيارة الإسعاف، حاول طبيب المنزل، الدكتور لازيكا، إحيائه، لكنه لم ينجح. في مستشفى رينا فيكتوريا أداروا الطقوس الأخيرة للكنيسة الكاثوليكية وأعلن وفاته. في 18 أكتوبر، بعد قداس جنازة خاصة في كنيسة القديس بولس الكاثوليكية في ويستوود، تم دفن كروسبي في مقبرة هولي كروس في كولفر سيتي، كاليفورنيا. تم وضع لوحة على ملعب الجولف في ذاكرته.

## فيلموغرافيا
1970: Swing Out، Sweet Land (فيلم تلفزيوني).
1967: The Danny Thomas Hour: "The Demon Under the Bed"، قلعة تشارلي (مسلسل تلفزيوني).
1966: Stagecoach (نحو الآفاق العظيمة، Stagecoach)، د. جوشيا بون.
1964: عرض بينج كروسبي، بينج كولينز (مسلسل تلفزيوني).
1964: روبن والهود 7 (أربعة من رجال العصابات في شيكاغو)، ألين دايل.
1963: بوب هوب يقدم مسرح كرايسلر: «البيت المجاور» (مسلسل تلفزيوني).
1962: الطريق إلى هونج كونج (اثنان من رواد الفضاء الجبرين واثنان من اللوحات الجدارية في المدار)، هاري تورنر.
1961: عرض دوبونت للأسبوع: «سعيد مع البلوز»، الراوي (مسلسل تلفزيوني).
1960: هاي تايم، هارفي هوارد.
1959: قل لي، الأب كونروي.
1958: كريستوفرز: «طرق على أي باب» (مسلسل تلفزيوني).
1958: أسطورة سليبي هولو، الراوي.
1957: رجل على النار (أذن الروح المعذبة)، إيرل كارلتون.
1956: المجتمع الراقي، ك. ديكستر هافن.
1956: كل شيء سار، بيل بنسون.
1956: فورد ستار اليوبيل: «هاي تور»، فان فان دورن (مسلسل تلفزيوني).
1956: المواجهة في Ulcer Gulch، رجل مؤثر.
1954 الفتاة الريفية (كرب العيش، تلك التي عادت من أجل حبه)، فرانك إلجين.
1954: عيد الميلاد الأبيض، بوب والاس.
1953: ليتل بوي لوست، بيل واينرايت.
1953: خوف صلب (إرث الخوف)، الهيكل العظمي (حجاب).
1952: الطريق إلى بالي، جورج كوكران.
1952: فقط لأجلك، جوردان بليك.
1952: ابن بالفيس (ابن كاراباليدا، ابن الوجه الشاحب)، سائق سيارة (حجاب).
1952: أعظم عرض على الأرض، متفرج (حجاب).
1951: هنا يأتي العريس، بيتر «بيت» غارفي.
1950: السيد ميوزيك بول ميريك.
1950: ركوب عالية (أراد الحظ)، دان بروكس.
1949: أسطورة سليبي هولو والورد تود الراوي
1949: قمة الصباح، جو مولكين.
1949: كونيتيكت يانكي في محكمة الملك آرثر، هانك مارتن.
1948: الإمبراطور والتز (فيرجيل سميث).
1947: الطريق إلى ريو، سكات سويني.
1947: ترحيب غريب (على طرق مختلفة)، الدكتور جيمس جيم بيرسون.
1947: سمراء المفضلة (الظلام والخطير)، هاري.
1946: بلو سكايز (بلو سكاي)، جوني آدامز.
1946: الطريق إلى المدينة الفاضلة، دوق جونسون / جونيور هوتون.
1945: أجراس سانت ماري، الأب تشاك أومالي.
1945: الخروج من هذا العالم، الذي عبر عنه هيربي عند الغناء.
1944: تعال هنا الأمواج، جوني كابوت.
1944: الأميرة والقراصنة، صديق مارغريت.
1944: الذهاب في طريقي، الأب تشاك أومالي.
1943: ديكسي (نهر المغني)، دانيال ديكاتور إميت.
1943: لقد غطوني، صوت صندوق الموسيقى.
1942: الطريق إلى المغرب، جيف بيترز.
1942: هوليداي إن، جيم هاردي.
1942: الشقراء المفضلة لدي، رجل أمام قاعة الاتحاد (حجاب).
1941: ولادة البلوز، جيف لامبرت.
1941: الطريق إلى زنجبار، تشاك ريردون.
1940: إيقاع على النهر، بوب سومرز.
1940: إذا كان لدي طريقي (مع الموسيقى في مكان آخر)، باز بلاكويل.
1940: الطريق إلى سنغافورة، جوشوا جوش مالون ف.
1939: صانع النجوم، لاري إيرل.
1939: الجانب الشرقي من السماء، ديني مارتن.
1939: شهر العسل في باريس، «لاكي» لوتون.
1938: الغناء أنت الخطاة، جو بيبي.
1938: د. ريثم، د. بيل ريمسن.
1937: مزدوج أو لا شيء، «ليفتي» بويلان.
1937: Waikiki Wedding، توني مارفن.
1936: البنسات من السماء، لاري بول.
1936: إيقاع على المدى، جيف لارابي.
1936: كل شيء سار، بيلي كروكر.
1935: اثنان الليلة، جيلبرت جوردون.
1935: ميسيسيبي، توم جرايسون.
1934: هنا هو قلبي، ج. (جاسبر) بول جونز.
1934: لا تحبني، بول لوتون.
1934: نحن لا نرتدي (موسيقى على الأجنحة)، ستيفن جونز.
1934: مجرد صدى.
1933: الذهاب إلى هوليوود، بيل «بيلي» ويليامز.
1933: من فضلك، هوارد جونز.
1933: الكثير من الانسجام، إيدي برونسون.
1933: كلية الفكاهة، البروفيسور فريدريك دانفرز.
1933: Blue of the Night، جاك سميث.
1932: البث الكبير (Bing Hornsby).
1932: دريم هاوس، بينج فوسيت، سباك.
1931: فرصة أخرى.
1931: اعترافات المغني المشارك.
1930: الوصول إلى القمر، بنج.

## ديسكغرافيا
1945 عيد الميلاد الأبيض (عيد ميلاد سعيد)
1953 Le Bing: Song Hits of Paris
1953 بعض الكستناء القديمة الجميلة
1954 موسيقى تصويرية في عيد الميلاد الأبيض (مع بيغي لي وداني كاي)
1954 بنج: سيرة ذاتية موسيقية
1955 عيد ميلاد سعيد (إعادة إطلاق ألبوم 1945، أعيدت تسميته عيد الميلاد الأبيض في عام 2000)
1956 المجتمع الراقي (مع فرانك سيناترا، جريس كيلي، ولويس أرمسترونج)
1956 أغاني أتمنى لو أنني غنيت لأول مرة
1956 Bing Sings بينما يتأرجح Bregman
1957 بنج مع فوز
1957 كم هو جميل عيد الميلاد
1957 حيل جديدة (ألبوم)
1958 لقاء رائع هنا (مع روزماري كلوني)
1958 غناء عيد الميلاد مع Bing Around the World
1958 هذا الشعور في عيد الميلاد
1959 كيف فاز الغرب
1959 انضم إلى Bing والغناء معًا
1960 السيد بينغ
1960 بينغ وساتشمو (مع لويس أرمسترونغ)
1960 101 أغاني عصابة
1961 عطلة في أوروبا
1962 على الجانب السعيد
1962 أتمنى لكم عيد ميلاد مجيد
1963 العودة إلى جزر الفردوس
1963 الزيارات القطرية الكبرى
1964 أمريكا، أسمعك تغني (مع فرانك سيناترا وفريد وارينج)
1964 موسيقى تصويرية لـ Robin and the 7 Hoods (مع فرانك سيناترا، دين مارتن، وسامي ديفيس الابن)
1964 12 أغنية عيد الميلاد (مع فرانك سيناترا وفريد وارينج)
1965 - فوز ترافيللين (مع روزماري كلوني)
1965 أنا أحب الأغاني
1968 بنج حديث تماما
1968 الأغاني التي أحبها
1968 مرحبًا Jude Hey Bing
1971 حان الوقت لتكون جولي
1972 Bing 'n' Basie (مع Count Basie)
1975 مذكرات جنوبية
1975 هذا ما تعنيه الحياة
1975 بنغو قديم
1975 زوجان من الأغنية والرقص (مع فريد أستير)
1976 العيش في ملعب لندن بالاديوم
1976 في وقت حياتي
1976 يشعر بالارتياح
1976 ذكريات جميلة
1977 مواسم

## وصلات خارجية
- الموقع الرسمي
- بينغ كروسبي على موقع IMDb (الإنجليزية)
- بينغ كروسبي على موقع الموسوعة البريطانية (الإنجليزية)
- بينغ كروسبي على موقع روتن توميتوز (الإنجليزية)
- بينغ كروسبي على موقع مونزينجر (الألمانية)
- بينغ كروسبي على موقع ألو سيني (الفرنسية)
- بينغ كروسبي على موقع ميوزك برينز (الإنجليزية)
- بينغ كروسبي على موقع تيرنر كلاسيك موفيز (الإنجليزية)
- بينغ كروسبي على موقع أول موفي (الإنجليزية)
- بينغ كروسبي على موقع قاعدة بيانات برودواي على الإنترنت (الإنجليزية)
- بينغ كروسبي على موقع قاعدة بيانات برودواي على الإنترنت (الإنجليزية)